# یوشیدا شینتو

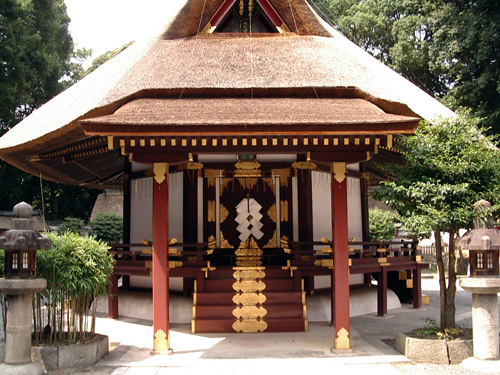
نمایی از تالار تشییع جنازه معبده یوشیدا - ۲۰۰۶

یوشیدا شینتو فرقه معروف شینتو است که در طول دوره سن‌گوکو از طریق تعالیم و فعالیت‌های یوشیدا کانه‌تومو به وجود آمده بود. این فرقه در اصل تلاش می‌کرد تا بتواند آموزه‌های شینتو را به صورت یک ساختار منسجم که با تعالیم بودیسم رودررو بود بنیانگذاری کند.
به هر حال در دوره ادو ، یوشیدا شینتو گفتمان شینتو را ادامه داد و در ادامه راه متفکران کنفسیوسی مانند هایاشی رزن و آن‌سای یامازاکی در تدوین نظریه نئوکنفسیوسی، نظریه شینتو را تحت تاثیر قرار دادند.